# Fumana ericifolia
Fumana ericifolia é uma espécie de planta com flor pertencente à família Cistaceae. 
A autoridade científica da espécie é Wallr., tendo sido publicada em Erst. Beitr. Fl. Hercyn. 214. 1840.

## Portugal
Trata-se de uma espécie presente no território português, nomeadamente em Portugal Continental.
Em termos de naturalidade é nativa da região atrás indicada.

## Protecção
Não se encontra protegida por legislação portuguesa ou da Comunidade Europeia.